# بيير برتراند (سياسي)
بيير برتراند هو سياسي كندي، ولد في 24 ديسمبر 1875 في مدينة كيبك في كندا، وتوفي بنفس المكان في 22 ديسمبر 1948. حزبياً، نشط في Conservative Party of Quebec (historical) ‏. وقد انتخب عضو الجمعية الوطنية في كيبك ‏.